# Список персонажей телесериалов «Зена — королева воинов» и «Удивительные странствия Геракла»
Ниже приведён список персонажей телевизионных сериалов «Зена — королева воинов» и «Удивительные странствия Геракла».

## Главные персонажи

Габриэль, Зена, Геракл и Иолай

- Зена (англ. Xena, актриса — Люси Лоулесс, в нескольких эпизодах — Хадсон Лейк). Сначала она была безжалостной убийцей, жаждавшей покорить весь мир, потом решила встать на путь добра. В этом ей помог Геракл. Вместе со своей попутчицей Габриэль она стала путешествовать, помогая слабым и сражаясь со злом.

- Габриэль (англ. Gabrielle, актриса — Рене О’Коннор). Лучший друг и попутчица Зены. Путешествует вместе с ней, помогая сражаться с врагами. Габриэль очень любит помогать тем, кто попал в беду (беднякам, раненым) и защищать слабых. За время их с Зеной путешествий многому научилась у неё (например, умению хорошо вести бой).

- Геракл (англ. Hercules, актёр — Кевин Сорбо). Сын Зевса и Алкмены, древнегреческий герой. Получеловек-полубог; обладает огромной силой, которую унаследовал от отца. Так же, как и Зена, посвятил себя борьбе со злом. Не ладит со своей мачехой Герой и часто старается помешать её недобрым замыслам.

- Иолай (англ. Iolaus, актёр — Майкл Хёрст). Лучший друг и спутник Геракла. Часто сопровождает Геракла в его приключениях.

## Другие персонажи
- Август (англ. Augustus, актёр — Марк Уоррен). Римский государственный деятель, позже — император. Племянник Цезаря.

- Автолик (англ. Autolycus, актёр — Брюс Кэмпбелл). Вор, друг Зены и Геракла. Очень любит золото, драгоценности и ценные вещи. Называет себя «Королём воров», честолюбив и беспринципен. При этом обладает добрым и отзывчивым характером (хотя часто скрывает это)

- Алкмена (англ. Alcmene, актрисы — Лидди Холлуэй, Ким Михалис). Мать Геракла. Позже вышла замуж за Ясона, после того как тот оставил Коринф.

- Алти (англ. Alti, актриса — Клер Стенсфилд). Шаманка. В далёком прошлом они с Зеной некоторое время были союзниками, потом стали врагами. Алти не раз пыталась убить Зену; чаще всего они встречаются в параллельном мире.

- Арман (англ. Arman, актёр — Мфундо Моррисон). Сын злодея Крайтона. Узнав, что Джоксер случайно убил его отца, Арман не мог простить ему этот поступок. Он верил, что Крайтон был благородным воином, хотя на самом деле тот был безжалостным убийцей и разбойником. Позднее Зена рассказала Арману правду о его отце и тот смирился с его смертью и простил Джоксера.

- Атланта (англ. Atalanta, актриса — Кори Эверсон). Женщина-кузнец. Неравнодушна к Гераклу.

- Бэлок (англ. Belach, актёр — Мартон Чокаш). Сын Борайаса. Бэлок появился на свет до того, как Борайас познакомился с Зеной. Спустя много лет сын Эфини Зенон похитил Нику, дочь Бэлока, и тот приказал своим людям уничтожить все племена кентавров. Однако затем, узнав, что Ника и Зенон любят друг друга, Бэлок отменил этот приказ.

- Беовульф (англ. Beowulf, актёр — Ренато Бартоломеи). Герой эпической поэмы «Беовульф», убивший чудовище Гренделя. В сериале Беовульф попросил Зену помочь ему убить Гренделя, сбежавшего из подземелий.

- Борайас (англ. Borias, актёр — Мартон Чокаш). Разбойник, путешествовавший с Зеной. Отец Солана и Бэлока.

- Брунгильда (англ. Brunnhilda, актриса — Бриттни Пауэлл). Воительница, помогавшая Зене и Габриэль в поисках кольца из золота реки Рейн, дававшего его владельцу сверхсилы. Позже, передав найденное кольцо Габриэль, заключила её в огненный круг, через который могла пройти только Зена.

- Брут (англ. Brutus, актёр — Дэвид Франклин). Римский военачальник, один из приближённых Цезаря. Первое время доверял своему повелителю и был верен ему, но затем стал сомневаться в его честности. Один из участников заговора против Цезаря[1].

- Вирджил (англ. Virgil, актёр — Вилльям Грегори Ли). Сын Джоксера и Мэг, друг Зены и Габриэль.

- Гекуба (англ. Hecuba, актриса — Линда Джоунс, Лиза Криттенден). Мать Габриэль.

- Геродот (англ. Herodotus, актёр — Геофф Снелл). Отец Габриэль.

- Деянира (англ. Deianeira, актриса — Тони Китэйн). Возлюбленная, затем — жена Геракла. Когда они впервые встретились, помогла ему вернуть огонь Прометея. Была убита Герой, пославшей огненный шар на её дом.

- Джейс (англ. Jace, актёр — Тед Рэйми). Старший брат Джоксера, певец мюзиклов. Из-за профессии Джетта Джоксер долгое время недолюбливал его, но позднее братья смогли помириться.

- Джетт (англ. Jett, актёр — Тед Рэйми). Старший брат Джоксера, убийца-наёмник. Джоксер немного побаивался Джетта, поскольку тот считал его трусом и издевался над ним. Однако затем, познакомившись с Зеной, он сумел доказать брату, что изменился и стал сильнее.

- Джоксер (англ. Joxer, актёр — Тед Рэйми). Воин-неумеха, друг и спутник Зены и Габриэль. Считает себя настоящим воином и великим героем, мечтает о славе, самоуверен и хвастлив. Иногда демонстрирует настоящую храбрость. Неравнодушен к Габриэль. Имеет двух старших братьев — Джетта и Джейса. Некоторое время был женат на Мэг. Был убит Ливией в схватке.

- Диана (англ. Diana). Двойник Зены, принцесса одного из королевств.

- Дрейко (англ. Draco, актёр — Джей Лагайа). Злой разбойник. Предлагал Зене объединиться вместе с ним, но та отказывалась. Позже, находясь под воздействием заклинания Купидона, влюбился в Габриэль и пообещал ей, что больше никому не причинит зла.

- Ева (англ. Eve, актриса — Эдриан Уилкинсон). Дочь Зены. Своим рождением Ева должна была положить начало Сумеркам Олимпийских богов, и те не раз пытались убить её. После того, как Зена и Габриэль были похоронены Аресом в ледяных пещерах, Еву взял на воспитание Октавиан Август, император Рима. Он и Арес сделали её Ливией, «Чемпионкой Рима» — безжалостным воином, убивавшим последователей учения Илая. Позже Ливия приняла просветление от ставшей ангелом Каллисто и вновь стала Евой.

- Илай (англ. Eli, актёр — Тимоти Омандсон). Друг Зены и Габриэль. Умел исцелять и воскрешать из мёртвых. Был убит Аресом, не разделявшим его убеждения.

- Клеопатра (англ. Cleopatra, актриса — Джина Торрес). Царица Египта. Друг Зены. Была убита змеей в подосланной корзине.

- Крайтон (англ. Kryton, актёр — Дэррил Браун). Разбойник, отец Армана. Убит Джоксером в схватке.

- Лайкус (англ. Lyceus, актёр — Аарон Девитт). Брат Зены.

- Лао Ма (англ. Lao Ma, актриса — Жаклин Ким). Друг и наставница Зены. Обладает сверхчеловеческими способностями (например, телекинез); позже научила этому и Зену. Убита своим сыном Минг Тьеном (по прозвищу «Зелёный Дракон»), когда тот встал на сторону зла.

- Лея (англ. Lea). Двойник Зены, жрица культа богини Гестии.

- Лила (англ. Lila, актриса — Вилла О’Нилл). Сестра Габриэль. Имеет дочь по имени Сара.

- Лила (Лайла) (англ. Lyla, актриса — Люси Лоулесс) — жена кентавра Дерика, мать Кефора. Лила погибла во время пожара, устроенного крестьянами. Гераклу с помощью Зевса удалось воскресить её.

- Минья (англ. Minya, актриса — Элисон Уолл). Крестьянка, во всём старавшаяся походить на Зену.

- Мэг (англ. Meg). Ещё один двойник Зены. Мэг бродяжка и воровка, и из-за этого имеет не очень хорошую репутацию. При этом обладает добродушным характером. Мечтает иметь семью и ребёнка.

- Наджара (англ. Najara, актриса — Кэтрин Моррис). Называет себя «Воином Света». Вместе со своей армией она пыталась любыми способами возродить «свет» и «добро», даже ценой человеческих жизней.

- Ника (англ. Nika, актриса — Катрина Дивайн). Дочь Бэлока. Имеет сына по имени Борайас, названного в честь её деда, спутника Зены и отца Бэлока.

- Пердикас (англ. Perdicas, актёр — Энтон Бентли, Скотт Гаррисон). Друг и возлюбленный Габриэль. Сначала был крестьянином, потом решил стать воином. Некоторое время Пердикас воевал на стороне Рима, но поняв, что больше не может убивать людей, ушёл из римской армии. Убит Каллисто.

- Помпей (англ. Pompeus, актёр — Джереми Каллаган). Римский полководец и государственный деятель. Недолюбливал Цезаря и завидовал ему. Убит Зеной в одной из битв.

- Салмоней (англ. Salmoneus, актёр — Роберт Требор). Торговец, друг Зены и Геракла. Очень предприимчив, любит деньги. Иногда обманывает своих покупателей (например, продаёт им несвежие продукты). Труслив, но иногда способен на смелые поступки.

- Сирена (англ. Cyrene, актриса — Дэриен Текл). Мать Зены. Владелица таверны в Амфиполисе. Повелитель подземного царства Мефистофель наслал на её дом злых духов; крестьяне объявили Сирену ведьмой и сожгли её на костре.

- Солан (англ. Solan, актёр — Дэвид Тейлор). Сын Зены и Борайеса. Когда Солан был ещё ребёнком, Зена отдала его кентавру, и тот заботился о нём как о своём сыне. Убит Надеждой.

- Юлий Цезарь (англ. Julius Caesar, актёр — Карл Урбан). Римский государственный деятель, ставший позднее диктатором Рима. Некоторое время Зена была на стороне Цезаря, но потом они стали врагами. Убит заговорщиками в день Мартовских Ид.

- Ясон (англ. Jason, актёр — Джеффри Томас). Предводитель аргонавтов, друг Геракла. Вместе с Гераклом дважды отправлялся в поход за золотым руном; был правителем Коринфа. Затем, оставив Коринф, женился на Алкмене, матери Геракла.

## Амазонки
Амазонки — народ, состоящий исключительно из женщин. В сериале амазонки долгое время были достаточно сильным народом, племена которого занимали значительные территории. Однако затем, во время правления императора Августа, римские войска стали вторгаться в их земли, завоёвывая их. Также амазонки долгое время враждовали с племенами кентавров, но со временем они заключили между собой мир.
Габриэль некоторое время была Принцессой амазонок, затем стала Королевой. Позже она передала свой титул Эфини, оставаясь при этом Королевой амазонок.
- Королева Вариа (англ. Varia, актриса — Тсианиа Джоелсон). Королева амазонок, преемница Марги.

- Королева Ипполита (англ. Hippolyta, актриса — Рома Дауни). Королева амазонок. Долгое время она подчинялась приказам Геры, но Геракл смог переубедить её.

- Королева Марга (англ. Marga, актриса — Села Апера). Королева амазонок, убитая охотником по имени Принц Молок. Она завещала свой титул Королевы амазонке по имени Вариа. С помощью Зены Вариа убила Молока и стала Королевой.

- Королева Милоса (англ. Melosa, актриса — Элисон Брюс). Королева амазонок. Амазонка по имени Веласка убила Милосу в бою и заняла её трон.

- Королева Сайен (англ. Cyane, актриса — Морган Рис Фэирхед). Королева Северных племён амазонок.

- Королева Эфини (англ. Ephiny, актриса — Дэниел Кормек). Амазонка, одна из лучших друзей Габриэль и Зены. Эфини с помощью Габриэль и Зены удалось помирить давно враждовавших между собой амазонок и кентавров. После заключения мира вышла замуж за одного из кентавров, от которого у неё позже родился ребёнок. Его назвали Зенон, в честь Зены. Через какое-то время Эфини стала Королевой Амазонок. Убита Брутом во время сражения.

- Лисия (англ. Lysia, актриса — Люси Лоулесс). Амазонка, одна из приближённых Ипполиты.

- Принцесса Тереса (англ. Terreis, актриса — Ребека Мерсер). Принцесса амазонок. После её убийства Принцессой амазонок стала Габриэль.

- Тура (англ. Tura, актриса — Миа Конинг). Сестра Варии. Убита во время нападения римлян под командованием Ливии.

- Эмерис (англ. Amarice, актриса — Дженнифер Скай). Амазонка, некоторое время путешествовавшая с Зеной и Габриэль. Убита в бою с римлянами за землю амазонок.

## Боги

### Греческая мифология
- Аид (англ. Hades, актёр — Эрик Томсон, Марк Фергюсон и Стивен Ловатт). Бог подземного царства. Иногда просит Зену или Геракла помочь ему. Вместе с остальными богами пытался убить Зену и её дочь Еву до и во время Сумерек Олимпийских богов. Убит Зеной.

- Аполлон (англ. Apollo, актёр — Скотт Майклсон). Хранитель света, искусств и наук.

- Арес (англ. Ares, актёр — Кевин Смит). Бог войны, сын Зевса и Геры. Недолюбливает своего сводного брата Геракла и не раз пытается убить его. Зену Арес научил искусству боя и ведения войны. Долгое время она совершала завоевательные походы под его началом. Позже, когда Зена встала на путь добра, её отношения с богом войны разладились. Арес много раз пытался переманить Зену на свою сторону, но безуспешно. Во время Сумерек исцелил Габриэль и Еву, потеряв силу и бессмертие; затем некоторое время скрывался от разбойников, стремившихся убить бывшего бога войны. С помощью золотых яблок, добытых Зеной в замке Одина, вновь стал богом и вместе с Афродитой вернулся на Олимп.

- Артемида (англ. Artemis, актриса — Джозефин Дэвидсон). Богиня охоты и плодородия, покровительница амазонок. Вооружена луком и стрелами. Убита Зеной во время Сумерек. Имеет сына по имени Беллерофонт.

- Афина (англ. Athena, актрисы — Аманда Листер, Пэрис Джефферсон и Джейн Фуллертон-Смит). Богиня мудрости и военной стратегии, дочь Зевса. Не раз пыталась убить Зену и Еву, чтобы предотвратить Сумерки. Во время Сумерек Зена убила Афину, сражаясь с ней на Олимпе.

- Афродита (англ. Aphrodite, актриса — Александра Тайдингс). Богиня любви и красоты, дочь Зевса (по другой версии мифа — Урана[2]). Обладает непростым характером, эгоиститична и своенравна, но при этом способна на добрые поступки. Считает Габриэль и Зену своими хорошими друзьями. Во время Сумерек встала на их сторону; после свержения богов потеряла силу и бессмертие. Зена помогла Афродите восстановить божественность и та после этого вернулась на Олимп.

- Вакх (англ. Bacchus, актёр — Энтони Рэй Паркер). Бог вдохновения и виноделия. В сериале изображён как рогатый демон, покровитель вакханок — женщин, превращённых им в чудовищ. Зене, Габриэль, Джоксеру и Орфею удалось убить Вакха, и его жертвы освободились от заклятия.

- Гера (англ. Hera, актриса — Мег Фостер). Верховная богиня Олимпа, супруга Зевса. Гера не любит, когда кто-то идёт против неё или не соглашается с её мнением. Постоянно устраивает людям разные неприятности. Гера много раз пыталась убить Геракла, чтобы отомстить Зевсу за его измену. Во время Сумерек Гера всё же встала на сторону Геракла и помогла ему остановить Зевса, за что была им убита.

- Гермес (англ. Hermes, актёр — Мюррей Кинг). Бог торговли и обмана; также передаёт людям послания от богов. С помощью своих крылатых сандалий Гермес может перемещаться на большие расстояния. Однажды Иолай и Автолик украли эти сандалии, чтобы спасти Геракла.

- Гефест (англ. Hephaestus, актёр — Джулиан Гарнер). Покровитель кузнечного дела. В сериале вооружён огромным молотом и цепью. Гефест выковал меч и доспехи, делавшие их владельца непобедимым воином. Также он создал цепи, которыми боги сковали Прометея, клинок, дающий доступ к амброзии и наручи Геракла. Убит во время Сумерек.

- Деймос (англ. Deimos, актёр — Джоел Тобек). Бог ужаса, сын Ареса. Брат-близнец Страйфа. Убит во время Сумерек.

- Деметра (англ. Demeter), актриса — Сара Уилсон). Богиня земледелия и плодородия.

- Дисгармония (англ. Discord, актриса — Меган Десмонд). Богиня раздора. Не в лучших отношениях с Афродитой, постоянно враждует со Страйфом. Пытается стать одной из приближённых Ареса. Недолюбливает Зену и Габриэль. Убита Зеной во время Сумерек.

- Зевс (англ. Zeus, актёры — Энтони Куинн, Питер Вир-Джонс, Рой Дотрис, Чарльз Китинг). Главный олимпийский бог, повелитель неба, грома и молний. Побаивается свою жену Геру и старается не вставать у неё на пути (что нередко советует и Гераклу). Позже был убит Гераклом во время Сумерек.

- Купидон (англ. Cupid, актёр — Карл Урбан). Бог любви, сын Афродиты. Имеет маленького сына.

- Морфей (англ. Morpheus, актёр — Стивен Ловатт). Бог сновидений; сын божества Гипноса, покровителя снов. Однажды с помощью своих людей попытался сделать Габриэль своей женой, но Зена помешала этому.

- Посейдон (англ. Poseidon) — бог морей, брат Зевса. В сериале изображён как великан, целиком состоящий из воды и вооружённый трезубцем. Часто устраивает на морях штормы и топит корабли; также насылает на моряков различные заклятия. Убит во время Сумерек.

- Селеста (англ. Celesta, актриса — Кейт Ходж). Богиня смерти, посланница и сестра Аида. Носит при себе свечу с Вечным огнём; если эта свеча погаснет, человечество будет обречено на муки. Король Сизиф заковал Селесту в заколдованные цепи, чтобы ни один человек больше не умер. Зене удалось освободить её.

- Страйф (англ. Strife, актёр — Джоел Тобек). Бог борьбы и раздора, племянник Ареса. Часто выполняет его поручения. Убит Каллисто.

- Судьбы (англ. The Fates). Богини судьбы. Изображены в виде трёх женщин, плетущих нить Судьбы. Когда какой-нибудь человек умирает, Судьбы перерезают нить его жизни.

### Скандинавская мифология
- Бальдр (англ. Baldur,актёр Руперт Кокс). Бог света, младший сын Одина и Фригг.

- Локи (англ. Loki, актёр — Йен Хьюз). Бог огня, сын Одина. Объединился с Дахаком, чтобы уничтожить остальных богов.

- Норны (англ. Norns). Богини судьбы.

- Один (англ. Odin, актёр — Питер МакКоли). Верховный бог германо-скандинавской мифологии; предводитель высших богов, бог войны и победы. Правитель небесного города Асгарда и хозяин Вальхаллы. Имеет при себе отряд валькирий — женщин-воительниц, наделённых сверхсилой. Когда-то Зена была одной из них. Один пытался заполучить у неё кольцо из золота реки Рейн, чтобы стать ещё могущественнее.

- Тор (англ. Thor, актёр — Бен Рид). Бог грома и бурь, защитник людей, сын Одина и богини земли Ёрд.

- Фригг (англ. Frigga). Верховная богиня, покровительница неба, очага и брака. Жена Одина.

### Другие боги
- Веласка (англ. Velasca, актриса — Кларк, Мелинда). Победив Милосу в бою, стала Королевой амазонок. Однако через некоторое время ей пришлось передать титул Королевы Габриэль. Обрела бессмертие и божественные силы с помощью амброзии. Зене удалось уничтожить её, сбросив в лаву.

- Дахак (Дахок) (англ. Dahak, актёры — Марк Ньюнэм и Майкл Хёрст). Трёхглавый змей из иранской мифологии. В сериале Дахак — могущественное злое божество, запертое в параллельном мире. Боги заключили его туда, чтобы тот не мог принести хаос на Землю. Дочь Дахака, Надежда, должна была освободить его, но Зена помешала ей. Некоторое время спустя Дахаку всё же удалось попасть в мир людей. Геракл сумел остановить злого бога и отправить его обратно в параллельный мир.

- Каллисто (англ. Callisto, актриса — Лейк, Хадсон, в нескольких эпизодах — Люси Лоулесс). Один из главных врагов Зены. Зена когда-то сожгла родную деревню Каллисто, и та решила посвятить всю свою жизнь мести. Сначала она была очень сильным воином, почти не уступавшим Зене. Затем получила бессмертие от Геры. Надежда вместе с Каллисто и Аресом попыталась освободить Дахака, но Зена и Габриэль помешали им. Габриэль сбросила Надежду в лаву, а Зена убила Каллисто. Через какое-то время Каллисто была отправлена в ад; позже она с помощью Зены обрела божественность и стала ангелом.

- Мефистофель (англ. Mephistopheles, актёр — Энтони Рэй Паркер). Рогатый демон, Повелитель Ада. С помощью Евы попал в мир людей, где сразился с Зеной. Зена, убив Мефистофеля, должна была занять его место.

## Полубоги
- Беллерофонт (англ. Bellerophon, актёр — Крэйг Паркер). Герой древнегреческой мифологии, сын Главка и Евримеды; сражался с чудовищем Химерой и убил его. В сериале Беллерофонт — сын богини Артемиды, покровительницы амазонок. Во время Сумерек Зена убила Артемиду. Беллерофонту не понравилось то, что амазонки не пришли на помощь его матери; он поклялся отомстить им и Зене за её смерть.

- Морриган (англ. Morrigan, актриса — Тамара Горски). В ирландской мифологии — богиня войны.

- Надежда (англ. Hope, актрисы — Эми Моррисон, Рене О’Коннор). Дочь Габриэль и злого божества Дахака, получеловек-полубог. Обладает сверхчеловескими способностями (например, телекинез). Не раз предпринимала попытки освободить своего ужасного отца. Габриэль очень любила свою дочь, несмотря на то что знала, кто она на самом деле. Некоторое время спустя у Надежды родился сын — монстр по имени Разрушитель. Зене и Габриэль удалось убить Надежду и Разрушителя.

- Сюзерен (англ. Sovereign, актёр — Кевин Сорбо). Двойник Геракла из параллельного мира, жестокий правитель-тиран. Позднее был заперт Гераклом в Междумирье (ловушке, находящейся где-то между двумя мирами). Убит Аресом.

- Эвандер (англ. Evander). Сын Ареса.

## Титаны
- Атлас (англ. Atlas). Титан, брат Прометея. Участвовал в восстании против богов и за это приговорён держать на плечах небесный свод.

- Гелиос (англ. Helios). Титан, сын Гипериона. Отождествлялся с божеством солнца.

- Гиперион (англ. Hyperion, актёр — Марк Раффети). Титан, отец Гелиоса. Боги заточили его и остальных титанов в камень, поскольку те готовили восстание против них и людей. Освободившись (с помощью Габриэль), Гиперион попытался освободить и других титанов, чтобы вместе свергнуть олимпийских богов и завоевать власть на Земле. Был вновь обращён в камень Габриэль.

- Крайус (англ. Crius, актёр — Эдвард Кемпбелл). Брат Гипериона и Теи. Ещё один титан, случайно освобождённый Габриэль. Не любит Гипериона за его жестокость; добр к людям. Убит Гиперионом.

- Кронос (англ. Cronus). Титан; считался также божеством времени.

- Мнемозина (англ. Mnemosyne, актриса — Клер Стенсфилд). Титанида, дочь Урана и Геи; богиня памяти.

- Океан (англ. Oceanus). Титан; отождествлялся с божеством мировой реки.

- Прометей (англ. Prometheus, актёр — Марк Фергюсон). Титан, который похитил огонь с Олимпа и передал его людям. Боги, узнав об этом, приковали Прометея к скале. Люди утратили возможность пользоваться огнём, а также залечивать раны (этой способностью их также наделил Прометей). Геракл и Зена уничтожили крылатое чудовище, охранявшее Прометея, и освободили его. Также Прометей хранил факел с Вечным огнём в своём храме. Однажды Гера похитила этот огонь и заключила его в огненный круг. Гераклу удалось вернуть факел в храм Прометея.

- Тайфун (англ. Typhoon, актёр — Гленн Шэдикс). Титан, живущий в замке за облаками, брат великана Тифона. Выкрал земную женщину и сделал её своей женой. Вместе они ухаживали за маленькими гарпиями, детьми Тайфуна.

- Тея (англ. Thea, актриса — Аманда Толлемак). Сестра Гипериона. В отличие от своего жестокого брата, хорошо относится к людям и помогает им. Позже была вновь обращена в камень.

## Мифологические существа
- Арес-чудовище (англ. Ares Monster, актёр — Марк Ньюнэм). Чудовище, закованное в броню и обладающее огромной силой. Арес перевоплотился в него накануне одной из встреч с Гераклом. Монстр был вооружён мечом, на котором была кровь бога войны; с её помощью последний надеялся убить своего брата. Во время битвы Геракл завладел этим мечом и победил чудовище.

- Арго (англ. Argo). Боевая лошадь Зены, долгое время сопровождавшая её. Значительно позднее, после столкновения с богами и сна в ледяных гробницах, Зена и Габриэль узнали от Джоксера, что тот взял Арго себе на ферму и заботился о ней до её смерти. Также они узнали, что у Арго появилась дочь, названная Джоксером «Арго Второй».

- Валькирии (англ. Valkyries). Женщины-воины, с помощью которых погибшие в битве воины отправляются в Вальхаллу. В сериале правитель скандинавских богов Один наделил валькирий сверчеловеческой силой (например, способностью повелевать огнём) и сделал своими приближёнными.
  - Грингильда (англ. Grinhilda, актриса — Луанн Гордон). Повелительница валькирий. Была превращена в чудовище Зеной; позже Зене удалось вернуть Грингильде человеческий облик.

- Великаны (англ. Giants). Исполинские чудовища, сыновья богини земли Геи.
  - Антей (англ. Antaeus, актёр — Марк Ньюнэм). Великан, сын Посейдона и Геи. Прикасаясь к своей матери, богине земли, Антей черпал силу во время битв. В сериале изображён чудовищем, состоящим из переплетённых ветвей деревьев. Геракл, встретившись с Антеем, долго не мог победить его. Потом, послушавшись Деяниру, он поднял великана над землёй. Антей ослаб, и Геракл одержал победу.
  - Тифон (англ. Typhon, актёр — Гленн Шэдикс). Великан, сын Геи.

- Гарпии (англ. Harpies). Полуженщины-полуптицы, стражницы в царстве Аида.

- Гидра (англ. Hydra). Змееподобное чудовище, дочь великана Тифона и Ехидны. Слуга Геры. Богиня отправила её на Землю, чтобы убить Геракла. Во время битвы с гидрой Геракл и Иолай несколько раз срубали ей головы, но те вновь отрастали. Тогда Геракл догадался поджечь чудовище, и его удалось победить. Однако, как ни парадоксально, появляется еще в одной серии. Была ли это та самая Гидра, другой похожий монстр или призрак не сообщается.

- Грегус (англ. Graegus). Пёс Войны, один из приближённых Ареса. Поедает трупы воинов, павших в бою, а также их души; с каждой новой съеденной душой он становится сильнее. Так же, как и Арес, чудовище может черпать силы во время воин и битв. Монстр был уничтожен Гераклом и Иолаем.

- Грендель (англ. Grindl, актёр — Глен Леви). Чудовище из поэмы «Беовульф». В сериале Грендель — это повелительница валькирий по имени Грингильда, ставшая чудовищем из-за магического кольца. Когда-то Зена заточила этого монстра в подземелье, однако тот смог оттуда выбраться. Грендель уничтожил армию Беовульфа, и тот обратился к Зене за помощью.

- Демонесса (англ. She-Demon) (или Женщина-демон). Полуженщина-полузмея, одним прикосновением обращавшая людей в камень. Геракл убил чудовище, и все его жертвы освободились от заклятия.

- Дриады (англ. Dryads). Нимфы, покровительницы деревьев. В сериале дриады — крылатые чудовища, стражницы Вакха.

- Кентавры (англ. Centaurs). Раса живых существ с торсом человека на теле лошади. Некоторое время враждовали с Зеной, а также с амазонками.
  - Дерик (англ. Deric, актёр — Петер Мюллер). Кентавр, друг Геракла. Имеет сына по имени Кефор.
  - Зенон (англ. Xenan, актёр — Хемиш Гектор-Тейлор). Сын Эфини и Фантуса. Имеет сына по имени Борайас, получившего имя в честь деда Ники, когда-то странствовавшего с Зеной.
  - Калетус (актёр — Фил Аддамс). Кентавр, воспитавший Солана, друг Зены. Очень давно, когда Зена совершала свои завоевательные походы, Калетус, как и другие кентавры, враждовал с ней. Убит Надеждой.
  - Немес (англ. Nemes, актёр — Клифф Кёртис) — брат Несса. Немес вырастил Дерика и обучил его искусству ведения боя. Получив от Геры заколдованное оружие, Немес попытался убить Геракла, чтобы отомстить за смерть брата.
  - Несс (англ. Nessus). Кентавр-кузнец, живший вместе с Гераклом и Деянирой. Несс завидовал Гераклу и считал его недостойным Деяниры, и однажды попытался похитить её. Геракл заметил это и выстрелил в кентавра из лука, убив его. Позже, оказавшись в царстве Аида, Геракл встретил Несса там.
  - Фантус (англ. Phantes, актёр — Колин Мой). Правитель кентавров. Супруг Эфини, Королевы амазонок, отец Зенона.
  - Хирон (англ. Cheiron, актёр — Натаниэль Лис). Наставник Геракла, Ясона и Иолая, обучивший их искусству боя и владения оружием.

- Цербер (англ. Cerberus). Трёхглавый пёс, сын Тифона и Ехидны. Охранял вход в подземное царство, чтобы не позволять душам мёртвых вернуться в мир живых (а также чтобы живые не попали в царство мёртвых). Однажды Кербер сорвался с цепей, и Аид попросил Геракла поймать его.

- Крафстар (англ. Krafstar, актёр — Мартон Чокаш). Демон, посланник Дахака, один из жрецов его культа. Обладает способностью перевоплощаться в человека. Зена победила его, сбросив в огонь на алтаре Дахака.

- Минотавр (англ. Minotaur). Чудовище с телом человека и головой быка.
  - Грифус (англ. Gryphus, актёр — Энтони Рэй Паркер[3]). Сын Зевса. Ранее был человеком, возглавившим восстание против богов, за что Зевс превратил его в чудовище-Минотавра и заточил в подземную пещеру-лабиринт. Спустя много лет Грифусу удалось бежать из подземелья; он хотел убить Геракла, чтобы отомстить Зевсу за то, что тот лишил его человеческого облика. Геракл встретился с чудовищем в его лабиринте и убил его, сбросив на острые камни. Позже появился Зевс и снял заклятие с Грифуса.

- Разрушитель (англ. Destroyer, актёр — Марк Виниелло). Чудовище, сын Надежды и Ареса.

- Сатиры (англ. Satyrs). Существа с туловищем человека на козлиных ногах. Лесные божества, спутники Вакха.
  - Хирон (англ. Cheiron, актёр — Кевин Аткинсон[4]). Друг Геракла. Когда-то Хирон был великим воином, сражавшимся вместе с Гераклом. Однажды Геракл случайно ранил его в бою. Позже ему удалось раздобыть огонь Геры и излечить своего друга.

- Синий жрец (англ. Blue Priest, актёр — Натаниэль Лис). Верховный жрец Геры, захвативший город Трою. Выглядит как человекоподобное существо с голубой кожей и рептилоидными чертами лица. Вызвав морское чудовище, Синего ящера, Жрец намеревался остановить Геракла и Деяниру во время их путешествия в Трою. Гераклу удалось убить ящера и добраться до Трои, разыскать там Синего жреца и победить его. Позже злодей был воскрешен Герой. Получив задание помешать свадьбе Ясона и Алкмены, жрец вновь призывает морское чудовище, которое проглатывает Геракла и Ясона. Однако героям в очередной раз удаётся победить монстра. Спасаясь от Геракла и Ясона, жрец просит Геру защитить его и прыгает с большой высоты; однако богиня не внемлет мольбам своего слуги и тот разбивается насмерть.

- Синий ящер (англ. Blue Serpent). Огромное водное чудовище, слуга Синего жреца. Проглотил Геракла, чтобы помешать ему добраться до Трои; но герой смог убить ящера и выбраться из ловушки.

- Хинды (англ. Hinds). Раса живых существ, внешне похожих на кентавров. Копыта у хинд золотые, что послужило причиной охоты на них. Обладают способностью к исцелению ран. Кровь хинды смертельна для большинства богов; этим несколько раз пользовался Арес, чтобы захватить власть на Олимпе.
  - Серена (англ. Serena, актриса — Сэм Дженкинс). Последняя из выживших после атак Зевса хинд. Арес превратил Серену в человека и попытался с помощью неё свергнуть остальных богов.

- Циклопы (англ. Cyclops). Одноглазые великаны. Находятся в напряжённых отношениях с людьми и нередко враждуют с ними.